# Вилтон (Висконсин)
Вилтон (енгл. Wilton) град је у америчкој савезној држави Висконсин.

## Демографија
По попису из 2010. године број становника је 504, што је 15 (-2,9%) становника мање него 2000. године.
| Група             | 2000.       | 2010.       |
| Белци             | 469 (90,4%) | 455 (90,3%) |
| Афроамериканци    | 0 (0,0%)    | 2 (0,4%)    |
| Азијати           | 0 (0,0%)    | 5 (1,0%)    |
| Хиспаноамериканци | 44 (8,5%)   | 37 (7,3%)   |
| Укупно            | 519         | 504         |